# Коирала, Сушил
Сушил Коирала (непальск. सुशील कोइराला; 12 августа 1939, Биратнагар, Королевство Непал — 9 февраля 2016, Катманду, Федеративная Демократическая Республика Непал) — непальский государственный деятель, лидер партии Непальский конгресс, премьер-министр Непала c 10 февраля 2014 по 12 октября 2015 года.

## Биография
Принадлежал к известному в Непале роду. Он стал уже четвёртым членом своей семьи, который был избран на пост премьер-министра. Всегда подчеркивал, что получил неформальное образование. В политику пришёл в 1954 году, проявив интерес к социал-демократическим идеям партии Непальский конгресс. После восстановления абсолютной монархии в Непале в 1960-е годы и упразднения королём Махендрой парламента 16 лет провёл в ссылке в Индии. Среди прочего, он был редактором партийной газеты «Тарун». За участие в угоне самолёта в 1973 году был приговорён в Индии к трём годам лишения свободы. 
С 1979 года являлся членом Центрального рабочего комитета партии. В 1996 году он был назначен генеральным секретарём Непальского конгресса, в 1998 году — его вице-президентом, а в 2010 году (через два года после упразднения монархии) — главой этой партии. Под его руководством Непальский конгресс стал крупнейшей партией в стране. На парламентских выборах в 1991 и 1999 годах он выигрывал голосование в своём округе, но на выборах в Учредительное собрание в 2008 году занял только третье место. По итогам выборов в Учредительное собрание в конце 2013 года Непальский конгресс под его руководством получил 196 депутатских мест, а оппозиционная Коммунистическая партия Непала — 175.
10 февраля 2014 года политик был избран новым премьер-министром Непала. Избрание Коирала стало возможным в результате достигнутой 9 февраля договорённости между Непальским конгрессом и Коммунистической партией Непала (объединёной марксистско-ленинской), которая согласилась поддержать кандидатуру лидера центристов. Как сказал Коирала: «Сейчас главная задача для Непала — это принятие конституции. Мы постараемся выполнить её в течение года». Кандидатуру Коирала одобрили 405 из 575 депутатов Учредительного собрания — временного законодательного органа, призванного разработать и принять новую конституцию.
Во время его пребывания на посту премьер-министра правительство подвергалось критике за несвоевременное оказание помощи пострадавшим от землетрясение в Непале в апреле 2015 года. В этом году было также заключено историческое соглашение между четырьмя основными политическими партиями, которое подготовило почву для принятия  новой Конституции Непала. В октябре 2015 года он выполнил свое ранее данное обещание уйти в отставку после принятия нового Основного Закона страны. Поражение на последующих парламентских выборах не позволило ему вновь занять пост главы правительства.